# Kỳ giông đỏ
Kỳ giông đỏ (Pseudotriton ruber) là một loài kỳ giông trong họ Plethodontidae.
Nó là loài đặc hữu của Hoa Kỳ. Its skin is orange/red in colour with random black spots.
Các môi trường sống tự nhiên của chúng là rừng ôn đới, rạch nhỏ, hồ, rừng, vùng cây bụi ôn đới, sông, sông khô luân phiên và suối.
Nó bị đe dọa do mất môi trường sống. Kỳ giông đỏ ăn côn trùng, nhện và các loài kỳ giông nhỏ.

## Hình ảnh

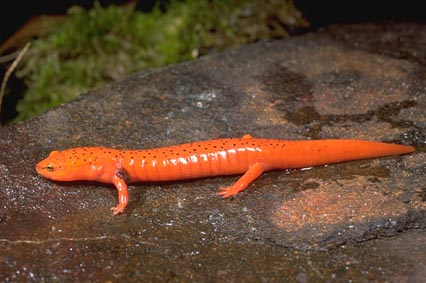
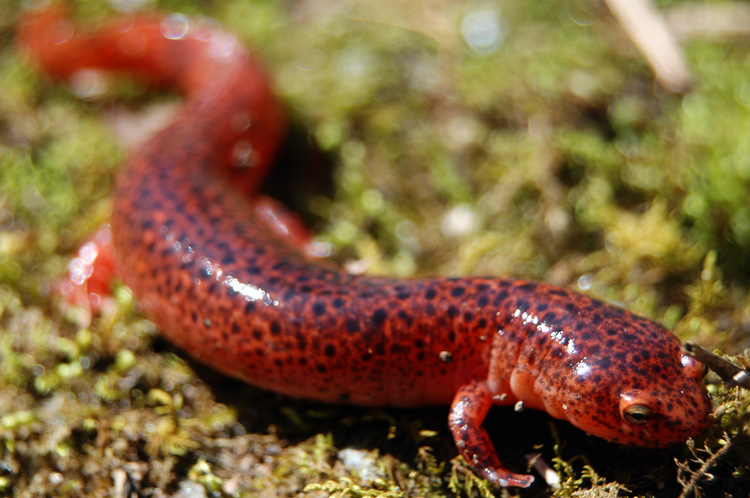